# Franklin Park (Pennsylvania)
Franklin Park ist eine Gemeinde (Borough) im Allegheny County im US-Bundesstaat Pennsylvania. Das U.S. Census Bureau hat bei der Volkszählung 2020 eine Einwohnerzahl von 15.479 auf einer Fläche von 35 km² ermittelt. Sie ist Teil der Metropolregion Pittsburgh.

## Demografie
Nach einer Schätzung von 2019 leben in Franklin Park 14.885 Menschen. Die Bevölkerung teilt sich im selben Jahr auf in 81,0 % Weiße, 2,6 % Afroamerikaner, 0,4 % amerikanische Ureinwohner, 12,5 % Asiaten und 2,3 % mit zwei oder mehr Ethnizitäten. Hispanics oder Latinos aller Ethnien machten 2,5 % der Bevölkerung aus. Das mittlere Haushaltseinkommen lag bei 134.688 US-Dollar und die Armutsquote bei 3,6 %.